# 소찬휘
소찬휘(본명: 김경희, 1972년 1월 20일 ~ )는 대한민국의 가수이다.

## 경력
1988년 여성 록 음악 밴드 《이브(Eve)》의 기타리스트로 가요계에 데뷔하였다. 그로부터 4년 뒤 1992년 SBS 신세대 가요제에서 자신이 노랫말을 지은 《사라지는 모습들》이라는 팝 발라드 노래로 은상을 받으며 솔로 가수로 첫 데뷔하였다. 이어 같은 해 KBS 한국방송공사 드라마 《사랑을 위하여》 OST 음반에 솔로 가수로 참여하였고 《사랑은 힘겨움으로》라는 노래를 불렀다.
3년 뒤 1995년 혼성 댄스 팝 음악 그룹 《큐브(CUBE)》의 리드 보컬로 활동하여 앨범을 발표하였으나 앨범 제작 후 팀에서 탈퇴했다. 그리고 이듬해 1996년 본격 솔로 가수 데뷔 앨범 《Cherish》를 발표하였고 이 음반에 〈헤어지는 기회〉라는 댄스 팝 곡을 다시 발표하여 노래방과 클럽가에서 꾸준한 인기를 모으고 이따금 방송에 나오는 등 주목을 받았다. 그러나 큐브 또한 같은 노래로 음반활동을 시작하였고 그해 저작권을 둘러싸고 법정 분쟁까지 가게 된다. 1997년 《Then to now》 2집의 〈현명한 선택〉으로 돌아온 소찬휘는 콘서트도 열만큼 뜨거운 호응을 받았고 후속곡 〈내가 배운 사랑〉도 흥겨운 댄스 리믹스로 좋은 반응을 얻었다.
1998년 3집 앨범 《Another》을 발표하였다. 락 발라드 〈보낼 수밖에 없는 난〉으로 이미지 변신을 꾀했고 전국 투어 콘서트도 개최했지만 전작에 비해 이익을 많이 거두지는 못했다. 2000년 4집 《First Bridge》은 〈Tears〉를 통해 소찬휘의 가요계 인생 초유의 대히트를 기록할 만한 음반이었고 지금까지도 많이 부르는 노래가 되었다. 2001년 《Red change》 5집을 통해 〈Change〉라는 타이틀 곡을 발표했고 〈Fine〉, 〈사의 찬미〉와 같은 수록곡들도 온오프라인에서 알려지면서 골고루 사랑을 받았다. 이후 2002년 6집 《The beginning》을 발표하고 가창력과 대중성을 고루 갖춘 가수로서 활동을 이어가다가 2005년 《The true》에서 자신의 음악 뿌리인 락사운드로 돌아올 것을 선언한다.
7집 앨범의 타이틀곡 〈Hold me now>는 당시 대중들에게는 생소할 수 있는 모던락 장르의 곡이었지만 각종 음악차트에서 10위권에 들며 좋은 반응을 얻었다. 또한 〈Paradise〉와 같은 펑크 락에서 〈Ulle Bulle Ye!〉, 〈행복한 거니까〉 같은 모던 락까지 다양한 스펙트럼의 곡들이 매니아들 사이에서 사랑받기도 했다. 이후 2008년 8집 앨범 《Begin Again》에서는 소찬휘가 많은 사랑을 받았던 댄스 곡으로 컴백한다. 타이틀 곡 〈Beautiful Night〉은 클럽 분위기의 신나는 댄스곡이었지만 대중에게 인기를 얻는 데는 실패한다. 그리고 그 후 오랫동안 앨범활동을 하지 않다가 2009년 디지털 싱글 〈가슴에 못 박혀〉를 발표하였다.

## 학력
- 서울명일초등학교 (졸업)
- 명일여자중학교 (졸업)
- 한림여자상업고등학교 (1990년 졸업)
- 경기대학교 영상매체학과 (중퇴)
- 서울사이버대학교 상담심리학과 (졸업)

## 앨범

### 정규
- 1집 《Cherish》(1996년) (레이블:크림레코드)
- 2집 《Then to Now》(1997년) (레이블:예당음향/삼성뮤직)
- 3집 《Another》(1998년) (레이블:예당음향/삼성뮤직)
- 4집 《First Bridge》(1999년) (레이블:예당음향)
- 5집 《Red Change》(2000년) (레이블:워너뮤직)
- 6집 《The Beginning》(2002년) (레이블:워너뮤직)
- 7집 《일곱 번째 The True》(2005년) (레이블:만월당)
- 8집 《The Begin Again》(2006년) (레이블:만월당)

### 디지털 싱글
- 가슴에 못 박혀 (2009년)
- Come On (2012년)
- 보낼 수 밖에 없는 난...(2013 Ver.) (2013년)
- Glass Heart (2015년)
- 바보야 (with 박명수) (2015년)
- Can You Feel It (2017년)

## 수상
- 1992년 SBS <신세대 가요제> '사라지는 모습들' 은상
- 2014년 온이어즈 K팝스타상 시상식 K팝스타상
- 2015년 제6회 대한민국 대중문화예술상 문화체육관광부장관표창
- 2016년 제5회 가온차트 K-POP 어워드 올해의 파퓰러 싱어상

## 방송 활동
- 2016년 JTBC 《김제동의 톡투유 - 걱정 말아요! 그대》
- 2016년 MBC 《미스터리 음악쇼 복면가왕》 - 북바라북바북밥바 북치는 소녀
- 2020년 MBC 《미스터리 음악쇼 복면가왕》 - 117~121대 가왕 나나나나~난나나나낭랑~~나는 낭랑18세

## 드라마
- 2020년 JTBC 《쌍갑포차》 - 본인 역 (특별출연)

## 참고
- BUGS: 소찬휘[깨진 링크(과거 내용 찾기)]